# Davide Calì
Pour les articles homonymes, voir Cali.
 (février 2021).
Davide Calì, né à Liestal le 5 février 1972, est un auteur de littérature d'enfance et de jeunesse.

## Biographie
Il a commencé à écrire des livres pour enfants en 1998. Ses premiers titres ont été publiés en Italie, en revanche, depuis 2004, la majorité de ses livres sont publiés en France, en particulier pour les Éditions Sarbacane, et ses BD jeunesse apparaissent sur le magazine Mes premiers J'aime lire (Bayard Éditions).
En 2013, il a déjà publié plus de 60 livres, traduits dans plus de 30 pays. Sous le pseudonyme de Taro Miyazawa en 2009, il a écrit Le Premier jour de classe, illustré par Nodar (Arnaud Boutin), et sous le nom de plume de Daikon il a publié sur le blog la vie hors du Paradis la série Adam (& Ève) : La vie hors du Paradis, avec les dessins de Bob (Robert Yannick), apparue dans les magazines L'écho des Savanes (2009) et Fluide Glacial (2013).
Ses albums illustrés : L’Ennemi, Moi j’attends, L’orso con la spada et L’isola del piccolo mostro nero-nero ont été adaptés pour le théâtre pour enfants par différentes compagnies en France, en Belgique, en Italie et en Japon. 
Depuis 2016 il est le directeur artistique de Book on a Tree, l’agence littéraire fondée par l’écrivain italien Pierdomenico Baccalario, en 2014 à Londres.
En 2020, il a activé une série de projets de promotion de la lecture, réalisant des lectures en ligne pendant une période. Il a également fait don de plusieurs projets gratuitement à des libraires, des enseignants et des bibliothécaires, y compris les Hula-Hoop Readings et Take-Away Writers (plus tard également déclinés avec des illustrateurs et des dessinateurs).

## Publications

### Albums illustrés

#### Première publication en italien
- Storia di Alfonso e del suo cane Boris, illustré par l'auteur, 2000
- Mi piace il cioccolato, illustré par Evelyn Daviddi, 2001
- Zaccaria cane parlante e altre storie di animali, illustré par l'auteur, 2002
- Il gatto verde, illustré par l'auteur, 2002
- La collezione di biscotti, illustré par Evelynn Daviddi, 2006
- Due eroi sono troppi, illustré par Miguel Tanco, 2006
- Voglio una mamma-robot, illustré par Anna Laura Cantone, 2007
- Quel che vorrei…, illustré par Agnese Baruzzi, 2007
- L'orso con la spada, illustré par Gianluca Foli, 2008
- L'isola del piccolo mostro nero-nero, illustré par Philip Giordano, 2008
- Auto-futuro, illustré par Maurizio Santucci, 2011
- Il bambino a rotelle, illustré par Simone Frasca, 2011
- La prossima volta!, illustré par Gianni Peg, 2011
- Mondo fantastico, écrit avec Federica Iacobelli, Vanessa Sorrentino, illustré par Agnese Baruzzi, Carlotta Costanzi, Massimo Ottoni, Marco Paci, 2011
- Signor Alce, illustré par Sara Welponer, 2012
- Io, Qinuq, illustré par Leire Salaberria, 2013
- Mio padre, il grande pirata, illustré par Maurizio Quarello, 2013
- Polline - Una storia d'amore, illustré par Monica Barengo, 2013
- Pum, Pum!, illustré par Maddalena Gerli, Zoolibri, 2014
- Quando un elefante si innamora, illustré par Alice Lotti, Kite, 2014
- Un giorno, senza un perché, illustré par Monica Barengo, Kite Edizioni, 2014
- La rapina del secolo, illustré par l'auteur, Biancoenero Edizioni, 2016
- La casa di riposo dei supereroi, illustré par l'auteur, Biancoenero Edizioni, 2016
- Il richiamo della palude, illustré par Marco Somà, Kite, 2016
- Inaugurazione del Poseidon, illustré par Noemi Vola, Biancoenero Edizioni, 2017
- Quando un elefante mette su casa, illustré par Alice Lotti, Kite, 2017
- La dieta del pugile, illustré par Noemi Vola, Biancoenero Edizioni, 2017
- Gianni Ginocchio e il segreto inconfessabile, illustré par Laura Re, Lapis Edizioni, 2017
- Atlante dei Luoghi Immaginari, écrit avec Pierdomenico Baccalario, illustré par Isabella Mazzanti, Mondadori, 2017
- Mio nonno gigante, illustré par Bruno Zocca, Biancoenero, 2018
- L’orso che non aveva mai voglia di fare nulla, illustré par Lali Limola, Eli Readers, 2018
- Il venditore di felicità, illustré par Marco Somà, Kite Edizioni, 2018
- Tre in tutto, illustré par Isabella Labate, Orecchio Acerbo, 2018
- Il perché degli spinaci, illustré par Andrea Rivola, DeAgostini, 2018
- L’accademia dei supereroi, illustré par l'auteur, Biancoenero Edizioni, 2018
- Lo scrittore, illustré par Monica Barengo, Kite Edizioni, 2019
- Dicono di me, illustré par Marianna Balducci, Hop Edizioni, 2019
- Carlo Cucito e la fiera del fumetto, illustré par Laura Re, Lapis Edizioni, 2019
- Ora o mai più, illustré par Cecilia Ferri, Kite Edizioni, 2020
- Fino in fondo, illustré par Anna Aparicio Català, Kite Edizioni, 2020
- Un tempo per ogni cosa, illustré par Isabella Labate, Kite Edizioni, 2020
- La gita dei supereroi, illustré par Alice Piaggio, Biancoenero Edizioni, 2020
- Una storia senza cliché, illustré par Anna Aparicio Català, Clichy Edizioni, 2021
- Settecani, illustré par Alice Piaggio, Clichy Edizioni, 2021
- L'isola delle ombre, illustré par Claudia Palmarucci, Orecchio Acerbo, 2021
- I supereroi e lo sciopero della minestrina, illustré par Alice Piaggio, Biancoenero Edizioni, 2021
- Signor Alce, illustré par Richolly Rosazza, Kite Edizioni, 2021
- Quando sarò grande, illustré par Giulia Pastorino, Clichy Edizioni, 2021
- Troppi conigli, illustré par Emanuele Benedetti, Kite Edizioni, 2021
- Plenilunio, illustré par Loputyn, Hop Edizioni, 2021
- La principessa dei pony-unicorno, illustré par Anna Aparicio Català, Clichy, 2022
- Salta!, illustré par Adalgisa Masella, Kite, 2022
- E vissero felici e contenti, illustré par Naida Mazzenga, Clichy, 2022
- L’album dei ricordi dei supereroi, illustré par l'auteur, Biancoenero, 2022
- Osso, Pelliccia e Zucca non fanno paura a nessuno, illustré par Stefano Martinuz, Nomos, 2022
- Colpa di chi?, illustré par Regina Lukk-Toompere, Kite, 2022
- Il Grande Bubba, illustré par Barroux, Edizioni Clichy, 2022
- Hey, laggiù! Basta così!, illustré par Giulia Pastorino, Clichy, 2023
- Melasse, illustré par Anna Aparicio Català, Clichy, 2023
- La grande guerra dei supereroi, illustré par l'auteur, Biancoenero, 2023
- Giorgio mostro timido, illustré par  Stefano Martinuz, Nomos, 2023
- Rododendro, illustré par  Marco Paschetta, Kite Edizioni, 2023
- Tutto questo un giorno sarà tuo, illustré par Sara Arosio, Scienza Express , 2023
- La principessa nasona, illustré par Marianna Balducci, Clichy edizioni, 2024
- Signor Alce – 2, illustré par Richolly Rosazza, Kite Edizioni, 2024
- A volte, ancora, illustré par Monica Barengo, Kite Edizioni, 2024
- Cavalca la tigre, illustré par Guridi, Kite Edizioni, 2024

#### Première publication en italien (Suisse)
- La casa degli uccelli, illustré par Tiziana Romanin, Marameo Edizioni, 2019

#### Première publication en français
- Un papa sur mesure, illustré par Anna Laura Cantone, 2004
- Juste à ce moment-là, illustré par José Saraiva, 2004
- Piano Piano, illustré par Éric Heliot, 2005
- Bernard et moi, illustré par Éric Heliot, 2005
- Moi, j'attends, illustré par Serge Bloch, 2005
- La Vie de chapeau, illustré par Éric Heliot, 2006
- Si je fusse une grenouille, illustré par Bénédicte Guettier, 2006
- L’Ennemi, illustré par Serge Bloch, 2007
- Leopold, Chien de divan, illustré par Camille Jourdy, 2008
- J'aime t'embrasser, illustré par Serge Bloch, 2008
- La Revanche des aubergines, illustré par Éric Héliot, 2009
- Marlène Baleine, illustré par Sonja Bougaeva, 2009
- C'est quoi l'amour?, illustré par Anna Laura Cantone, 2011
- Monstres et Légendes, illustré par Gabriella Giandelli, 2011
- Coccinelles cherchent maison, illustré par Marc Boutavant, 2011
- Quand je ferme les jeux..., illustré par Robin, 2011
- 10 Petits Tanks s’en vont en guerre, illustré par l'auteur, 2012
- Petit Inuit et les deux questions, illustré par Maurizio Quarello, 2012
- Bons Baisers ratés de Paris, illustré par Anne Rouquette, 2012
- Paris 2050, illustré par Ale+Ale, 2012
- Tendres Bêtises à faire quand on est amoureux, illustré par Robin, 2013
- Un week-end de repos absolu, illustré par Alexandra Huard, 2013
- Les Jours hibou, illustré par Vincent Mathy, 2013
- Le Grand Livre de la bagarre[2], illustré par Serge Bloch, 2013
- Elle est où la ligne, illustré par Joëlle Jolivet, Trimestre / Oskar, 2014
- Bons Baisers ratés de Venise, illustré par Isabella Mazzanti, Gulf Stream, 2014
- Le Perroquet de l'empereur - Course à travers le Japon !, illustré par Chiaki Miyamoto, Nobi-Nobi, 2014
- Vide-grenier, illustré par Marie Dorléans, Sarbacane, 2014
- Le Double, illustré par Claudia Palmarucci, Notari, 2015
- Il était trois fois: les trois petits cochons, illustré par Roland Garrigue, Nathan, 2015
- Bons baisers ratés de New York, illustré par Raphaëlle Barbanègre, Gulf Stream, 2015
- Chez moi, illustré par Sébastien Mourrain, Actes Sud, 2016
- Les Bacon Brothers: retour en Amérique![3], illustré par Ronan Badel, ABC Melody, 2016
- Crotte!, illustré par Christine Roussey, Nathan, 2016
- Cours!, illustré par Maurizio Quarello, Sarbacane, 2016
- Bronto-stégo-mégalo-saurus, illustré par Sebastien Mourrain, Sarbacane, 2017
- Eléctrico 28, illustré par Magali Lehuche ABC Melody, 2017
- Cornelius Holmes /1: Le caniche des Baskerville, illustré par Océane Meklemberg, La Palissade, 2017
- La souris qui voulait faire une omelette, illustré par Maria Dek, Helium, 2017
- Les amoureux sont trop bêtes, illustré par Rolland Garrigue, 2018
- Les amoureux, illustré par Roland Garrigue, Sarbacane, 2018
- À chaque pied sa chaussure, illustré par Cecilia Campironi, Cambourakis, 2018
- C’est le chat, illustré par Magali Clavelet, Gallimard, 2018
- Monsieur Tomate, prof. de maths, illustré par Popy Matigot, Sarbacane, 2018
- Il était trois fois: La belle au bois dormant, illustré par Amélie Falière, Nathan, 2018
- Qui veut jouer avec moi?, illustré par l'auteur, Sarbacane, 2018
- Mon premier jour de classe, illustré par Amélie Groux, Little Urban, 2018
- Top-car, illustré par Sébastien Mourrain, Les Éditions des Éléphants, 2018
- Bimbim est très en colère, illustré par Michiko Chapuis (Kotimi), Rue du Monde, 2018
- Bimbim veut qu’on lui obéisse, illustré par Michiko Chapuis, Rue du Monde, 2018
- La Chanson perdue de Lola Pearl : Hopper[2] , illustré par Ronan Badel, L'Élan vert, 2018 — Une enquête illustrée par 12 tableaux de Edward Hopper.
- Les Cacacrotte: le barbecue, illustré par Laure du Fay, Amaterra, 2018
- Les Cacacrotte: le musée, illustré par Laure du Fay, Amaterra, 2018
- 4998 amis, illustré par Michiko Chapuis, Rue du Monde, 2018
- Mon premier (vrai?) baiser?, illustré par Amélie Groux, Little Urban, 2019
- Poussin, illustré par Davide Merveille, Sarbacane, 2019
- Les jours des baleines, (sous le pseudonyme de Cornelius), illustré par Tommaso Carozzi, Editions Chocolat! Jeunesse, 2019
- Tyranno-petite-sœur, illustré par Sébastien Mourrain, Sarbacane, 2019
- Mon premier démi-frère, illustré par Amélie Groux, Little Urban, 2019
- Où finit le monde?, illustré par Maria Dek, Hélium, 2020
- On nous appelait les mouches, illustré par Maurizio Quarello, Sarbacane Editions, 2020
- Odette fait des claquettes, illustré par Clothilde Delacroix, Sarbacane, 2020
- M. Tigre le magnifique, illustré par Miguel Tanco, Gallimard Jeunesse Giboulées, 2020
- Votez le loup, illustré par Magali Clavelet, Casterman, 2021
- Grands, méchants et pas contents, illustré par Maurèen Poignonec, ABC Melody, 2021
- Drôle de nuage, illustré par Sara Cunha, Bayard Jeunesse, 2021
- Un léger goût de mangue, illustré par Marco Somà, Sarbacane, 2022
- Bronto-mytho-papi, illustré par Sébastien Mourrain, Sarbacane, 2022
- En me proménant avec Kiki, illustré par Paolo Domeniconi, Cambourakis, 2022
- Mon petit papa, illustré par Jean Jullien, Sarbacane, 2022
- Une bibliothèque à trois roues, illustré par Sébastien Pelon, ABC Melody, 2022
- Vampire un jour, vampire toujours, illustré par Sébastien Mourrain, Actes Sud, 2022
- 186 - Une histoire trop courte, illustré par Marianna Balducci, Tundra Books, 2022
- Pas pour les éléphants, illustré par Giulia Pastorino, Sarbacane, 2023
- À l’aventure, illustré par Daniela Costa, Sarbacane, 2023
- Osho Babanesh, illustré par Lionel Tarchala, Editions des Éléphants, 2024
- Salomé, poule chocolatière, illustré par Anna Aparicio Català, ABC Mélody, 2024
- Douglas je n’ai plus de croquettes!, illustré par Magali Clavelet, Bayard, 2024
- Théophile le bibliophile, illustré par Lorenzo Sangiò, ABC Mélody, 2024
- L’héritage des pierres, illustré par Alphonse Bardou-Jacquet, Sarbacane, 2024

#### Première publication en français (Canada)
- Petit Pois, illustré par Sébastien Mourrain, Comme des géants, 2016
- Le grand voyage de Petit Pois, illustré par Sébastien Mourrain, Comme des Géants, 2017
- L'école de dessin de Petit Pois, illustré par Sébastien Mourrain, Comme des géants, 2021

#### Première publication en français (Belgique)
- Tourmaline, illustré par Fatinha Ramos, De Eenhoorn, 2020

#### Première publication en allemand
- Die Geschichte der Roten Nasen und der Roten Ohren, illustré par Aurélie Guillerey, 2007
- Omas unglaubliche Reise, illustré par Anna Laura Cantone, 2008

#### Première publication en espagnol (Argentine)
- Spaghetti, illustré par l'auteur, Pequeño Editor, 2008

#### Première publication en espagnol
- Poseando con Kiki, illustré par Paolo Domeniconi, Fragatina, 2018
- Hugo no puede dormir, illustré par Anna Aparicio Català, Nube Ocho, 2020
- ¡Abajo Leroy!, illustré par Guridi, Tres Tigres Tristes, 2021
- Superheroínas e superheroes - Manual de instrucións, illustré par Gomez, Nube Ocho, 2022

#### Première publication en anglais (USA)
- I didn't do my homeworks because, illustré par Benjamin Chaud, Chronicle Books, 2014
- A funny thing happened on the way to school, illustré par Benjamin Chaud, Chronicle Books, 2015
- The truth about my unbelievable summer, illustré par Benjamin Chaud, Chronicle Books, 2016
- The Bacon Brothers: Back in the USA!, illustré par Ronan Badel, ABC Melody, 2016
- A funny thing happened at the museum, illustré par Benjamin Chaud, Chronicle Books, 2017
- George and the shadow, illustré par Serge Bloch, Harper and Collins, 2017
- The truth about my unbelievable school, illustré par Benjamin Chaud, Chronicle Books, 2018
- I hate my cats, illustré par Anna Pirolli, Chronicle Books, 2018
- Good Morning, Neighbor, illustré par Maria Dek, Princeton Architectural Press, 2018
- Grown-ups never do that, illustré par Benjamin Chaud, Chronicle Books, 2019
- Where the World Ends, illustré par Maria Dek, Princeton Architectural Press, 2020
- A funny thing happened after school, illustré par Benjamin Chaud, Chronicle Books, 2023

#### Première publication en anglais (Canada)
- Snow White and the 77 dwarfs, illustrés par Raphaëlle Barbanègre, Tundra Books, 2015
- Cinderella and the furry slippers, illustré par Raphaëlle Barbanègre, Tundra Books, 2017
- A great dog, illustré par Miguel Tanco, Tundra Books, 2018

#### Première publication en anglais (UK)
- The Birthday Crown, illustré par Kate Slater, Royal Collection, 2016

#### Livres publiés en coréen
- 아무것도 하고 싶지 않은 곰, illustré par Lalalimola, Namumalmi, 2022

#### Première publication en portugais
- Um dia, um guarda-chuva, illustré par Valerio Vidali, 2011
- A rainha das rãs não pode molhar os pés, illustré par Marco Somà, 2012
- Arturo, photo de Ninamasina, 2012
- A casa que voou, illustré par Catarina Sobral, Bruàa, 2015
- Pergunta ao teu pai, illustré par Noemi Vola, Bruàa, 2019

### Bandes dessinées pour adultes
- Adam et Eve: le Paradis perdure, illustré par Yannick Robert, Varoum, 2014
- Tutte le ossessioni di Victor, illustré par Squaz (Pasquale Todisco), Diàbolo, 2015
- Maschi da evitare, illustré par Veronica "Veci" Carratello, Hop! Edizioni, 2018

### Bandes dessinées pour enfants
- Le costume de Père Noël, illustré par Éric Heliot, 2005 (France)
- Pas de crotte pour moi, illustré par David De Thuin, 2006 (France)
- Il faut sauver le sapin Marcel, illustré par Clotilde Perrin, 2008 (France)
- Jérôme et les formis rouges, illustré par Juliette Boulard, 2010 (France)
- Mission Kraken! Les aventures de l'intrépide équipe O.C.E.A.N., illustré par Vincent Bourgeau, 2011 (France)
- Super Potamo, illustré par Raphaëlle Barbanègre, 2013 (Espagne)
- London Mystery Club (tome 1): Le loup-garou de Hyde Park, ABC Mélody (France), 2016
- Les ravencroft (tome 1): chaque chose à sa place, illustré par Valentina Brancati, Kramiek (Suisse), 2018
- London Mystery Club (tome 2): a mummy on the tube, illustré par Yannick Robert, ABC Melody

#### Série 10 Petits Insectes (France)
- 10 petits insectes (Tome 1), illustré par Vincent Pianina, 2009
- 10 petits insects dans le brouillard (Tome 2), illustré par Vincent Pianina, 2011
- 10 petits insectes. Retour vers le passé (Tome 3), illustré par Vincent Pianina, 2013

#### Série Cruelle Joëlle (France)
- Cruelle Joëlle: la vie n'est pas si simple, Madame LaMort! (Tome 1), illustré par Ninie, 2010
- Cruelle Joëlle: week-end frisson au Lac Crystal! (Tome 2), illustré par Ninie, 2012
- Cruelle Joëlle: une journee d'enfer (Tome 3), illustré par Ninie, 2013

### Romans

#### Première publication en français
- L'amour? C'est mathématique!, 2013
- 3 tyrans + 1 bolosse = quelle vie!, Sarbacane, 2014
- Elle est où la ligne, illustré par Joelle Jolivet, Trimestre / Oskar, 2015

#### Première publication en italien
- La linea che separa le cose, illustré par Alessandro Baronciani, Mondadori, 2022
- I bambini di Baltimore House, illustré par Riccardo Renzi, Pelledoca, 202

#### Livres pour adultes
- Feeling bed, illustré par Virginia Mori, Hop Edizioni, 2020

## APP
- A ciascuno il suo, sviluppatore: Paramecio Studio, Kite Edizioni, 2012
- Moi, j’attends, développé par: France Televisions Distribution SA©, Les films d'ici 2, la Station Animation, les éditions Sarbacane, 2013

## Multimedia
- Pandaroux, Lunii, 2019
- Les jours hibou, illustré par Vincent Mathy, Piboco, 2019

### Puzzle Tales
- Tre etti di pane, illustré par Marco Somà, Hop Edizioni, 2022
- Bacio, non bacio, illustré par Monica Barengo, Hop Edizioni, 2023

## Jeux de société
- Crossroads, avec Elisabetta Maria Zocca, Ludic, 2022
- Non ti fidare, avec Elisabetta Zocca, Ludic, 2023
- Sali, scendi, cambia colore, avec Elisabetta Zocca, Ludic, 2024

## Traductions
- Pour aimer son tigre, A2Mimo, 2019

## Adaptations théâtrales
- Moi, j’attends, Compagnie O'Navio Théâtre, 2010 (Limoges, France)
- L’ennemi, Compagnie Art tout Chaud, 2010 (Amiens, France)
- L’ennemi[4], MicMac Théâtre, 2010 (Belgique)
- Pouce! (par L'Ennemi)[5], Compagnie Marche ou rêve, 2010 (Toulouse, France)
- Mon Père le grand pirate, Compagnie Marche ou rêve, 2014 (Toulouse, France)
- Duplex, (par Le double + Elle est où la ligne?), Compagnie Théâtre de l’Éclaircie, 2019 (Dijon France)
- Marlène Baleine[6], Théâtre musical pour enfants sur des pièces musicales de la Renaissance, Opéra national du Rhin, 2019 (Strasbourg, Colmar, Mulhouse)

## Prix et distinctions
- Eurochocolate Award, Italie, 2001 [7].
- Prix Libbylit, best album Moi, j’attends, Salon du Livre de Jeunesse de Namur, Belgium, 2005 [8]
- Prix Baobab, best album Moi, j’attends, Salon du livre de Jeunesse de Montreuil, France, 2005 [9]
- Premio Words and Music, Menzione speciale per Piano piano, Fiera di Bologna, Italie, 2006[10]
- Crescere con i libri, Premio città di Torino per Un papà su misura, Torino, 2006[11]
- Prix Suisse Enfantaisies, Piano piano, Losanna, Switzerland, 2006[12]
- Prix SNCF, Moi, j’attends, Festival du livre de jeunesse de Rouen, France, 2006[13]
- Selezione White Ravens, Voglio una mamma robot, Germany, 2008[14]
- Selezione White Ravens, L’orso con la spada, Germany, 2009[14]
- Selezione CJ Pictur Book Awards, L’orso con la spada, Korea, 2009[14]
- Prix Bernard Versele, L’Ennemi, Brussels, Belgium, 2009[15]
- Chinatimes, Best Album for Kids, L’Ennemi, Taiwan, 2009[15]
- Selection Notable Social Studies Trade Books for Young People, The Enemy, USA, 2010[16]
- Selection White Ravens, Marlène Baleine, Germany, 2011[14]
- Primer Libro Kirico, Malena Ballena, Spain, 2011[17]
- Prix littéraire du cycle 2 de la médiathèque de Bagneux, Marlène Baleine, France, 2011[18]
- Prix des Bulles de Haute des Garonne, 10 Petits Insectes, France, 2011
- Prix littéraire de Plessis Robinson, L’Ennemi, France, 2011[15]
- Prix Tam Tam, 10 Petits Insectes, La Courneuve, France, 2011[19]
- Prix Tatoulu, Marlène Baleine, France, 2011
- Prix des Incorruptibles, Marlène Baleine, France, 2011[20]
- Selection CJ Pictur Book Awards, Um dia un guarda-chuva, Korea, 2011[14]
- Prix DLire Canalblog, Cruelle Joëlle, France, 2011
- Prix Bulles en Haute Garonne, Jerôme et les Fourmis rouges, 2012
- Prix de la bande dessinée jeunesse de Montreuil-Bellay, Cruelle Joëlle, France, 2012
- Prix Littéraire des écoles de Châtenay-Malabry, Marlène Baleine, France, 2012
- Prix des ados, Salon du Livre Midi-Pyrénées, L’amour? C’est mathématique!, France, 2014
- Premio Cassa di Risparmio di Cento, Mio padre, il grande pirata, Italie, 2014
- Premio Orbil, Mio padre, il grande pirata, Italie, 2014
- Prix du Livre jeunesse Marseille, Le grand livre de la bagarre, France, 2014
- Selezione White Ravens, Quando un elefante si innamora, Germany, 2014
- Premio Il gigante delle Langhe, La regina delle rane, Italie, 2015
- Prix des enfants Salon de Saint-Orens, Elle où la ligne?, 2015
- Premio Soligatto (sezione 8-11 anni), Mio padre, il grande pirata, Italie, 2015
- Prix Bernard Versele, L’amour? C’est Mathématique!, Belgique, 2015
- Prix de la foire de Wroclaw, L’Ennemi, Pologne, 2015
- Premio Boscarato, Miglior Sceneggiatura, Tutte le ossessioni di Victor, Italie, 2015
- Premio Laura Orvieto, Mio padre, il grande pirata, Italie, 2015
- Prix Bernard Versele pour  L’amour? C’est mathématique![21], Belgique, 2015
- Prix Soligatto, Sono arrivato in ritardo a scuola perché, Italie, 2016
- Festival du livre Jeunesse de Annemasse Award, Juniors Readers Selection, L'amour c’est mathématique!, France, 2016
- Prix Michel Tournier Jeunesse (Catégorie Cadet), Les Bacon Brothers, France, 2018
- Prix Michel Tournier Jeunesse (Catégorie Cadet), Les Bacon Brothers, France, 2018
- Prix Littéraire de la Citoyenneté (cycle 3), Cours!, France, 2018
- Prix Alizé (Niveau 6e-5e) bibliothèques de Vienne, Cours!, France, 2018
- Prix Nénuphar de l’album jeunesse, Cours!, France, 2018
- Prix Chronos Vacances, Eléctrico 28, France, 2018
- Prix Kilitou, Eléctrico 28, France, 2018
- Premio Orbil, Tre in tutto, Italie, 2019
- Prix des Petits Caractères (catégorie 8-10 ans), Poussin, France, 2019
- Premio Legambiente, Tre in tutto, Italie, 2019
- Prix Danielle Grondein (Prix Spécial du jury), Journées du livre jeunesse de la ville Les Pennes-Mirabeau, La chanson perdue de Lola Pearl, France, 2019
- Prix Enfantaisie, Poussin, Suisse, 2020
- Premio Torre del Agua, Il venditore di Felicità, Espagne, 2021 [22]
- Premio Kimi Siegel, Il venditore di Felicità, Germany, 2021[23]
- Finaliste Prix des libraires du Québec - catégorie Hors Québec - Jeunesse, M. Tigre le magnifique, avec Miguel Tanco, 2022[24]
- Sélection Prix Sorcières - Catégorie Carrément sorcières fiction, Le Cauchemar du Thylacine, avec Claudia Palmarucci, 2022[25]
- Premio Luigi Malerba, Quando sarò grande, Italia, 2022[26]
- Prix Bernard Versele, Les adultes ne font jamais ça, illustrations de Benjamin Chaud, Belgio, 2022[27]
- Best Illustrated Children Book, The writer, USA, 2022[28]